# Cethegus lugubris
Cethegus lugubris är en spindelart som beskrevs av Tord Tamerlan Teodor Thorell 1881. Cethegus lugubris ingår i släktet Cethegus och familjen Dipluridae.
Artens utbredningsområde är Queensland. Inga underarter finns listade i Catalogue of Life.